# Narsarsuaaraq
Narsarsuaaraq (o Narssarssuâraq) è un villaggio della Groenlandia di 4 abitanti (gennaio 2005). Si trova a 60°59'N 46°11'O; appartiene al comune di Kujalleq.